# Nicholas Clive-Worms
Pour les articles homonymes, voir Clive et Worms.
 (août 2024).
La mise en forme du texte ne suit pas les recommandations de Wikipédia : il faut le « wikifier ».
Les points d'amélioration suivants sont les cas les plus fréquents :
- Les titres sont pré-formatés par le logiciel. Ils ne sont ni en capitales, ni en gras.
- Le texte ne doit pas être écrit en capitales (les noms de famille non plus), ni en gras, ni en italique, ni en « petit »…
- Le gras n'est utilisé que pour surligner le titre de l'article dans l'introduction, une seule fois.
- L'italique est rarement utilisé : mots en langue étrangère, titres d'œuvres, noms de bateaux, etc.
- Les citations ne sont pas en italique mais en corps de texte normal. Elles sont entourées par des guillemets français : « et ».
- Les listes à puces sont à éviter, des paragraphes rédigés étant largement préférés. Les tableaux sont à réserver à la présentation de données structurées (résultats, etc.).
- Les appels de note de bas de page (petits chiffres en exposant, introduits par l'outil «  Source ») sont à placer entre la fin de phrase et le point final[comme ça].
- Les liens internes (vers d'autres articles de Wikipédia) sont à choisir avec parcimonie. Créez des liens vers des articles approfondissant le sujet. Les termes génériques sans rapport avec le sujet sont à éviter, ainsi que les répétitions de liens vers un même terme.
- Les liens externes sont à placer uniquement dans une section « Liens externes », à la fin de l'article. Ces liens sont à choisir avec parcimonie suivant les règles définies. Si un lien sert de source à l'article, son insertion dans le texte est à faire par les notes de bas de page.
- La présentation des références doit suivre les conventions bibliographiques. Il est recommandé d'utiliser les modèles {{Ouvrage}}, {{Chapitre}}, {{Article}}, {{Lien web}} et/ou {{Bibliographie}}. Le mode d'édition visuel peut mettre en forme automatiquement les références.
- Insérer une infobox (cadre d'informations à droite) n'est pas obligatoire pour parachever la mise en page.

Pour une aide détaillée, merci de consulter Aide:Wikification.
Si vous pensez que ces points ont été résolus, vous pouvez retirer ce bandeau et améliorer la mise en forme d'un autre article.
Nicholas Clive-Worms est un milliardaire, financier et ancien grand dirigeant français.
Il est le descendant d'Hippolyte Worms fondateur de Worms & Cie et d'Hippolyte Worms ancien dirigeant de la Maison Worms.

## Famille
Nicholas Clive-Worms est le fils de Robert Clive et de Viviane Worms. Il est descendant de la famille Worms, dynastie de bâtisseurs d'un empire industriel et financier la Maison Worms & Cie. Il est un neveu de Jacqueline de Romilly.
Il épouse au palais de Blenheim le 25 octobre 1997 l'héritière grecque Eugénie Livanos fils de l'armateur George Livanos et nièce de Stávros Niárchos, John Spencer-Churchill (1926-2014) Duc de Marlborough et de Aristote Onassis dernier épouse de Jacqueline Kennedy-Onassis.

## Carrière professionnelle
Après des études à l'Institut d'études politiques de Paris et à Harvard Business School il préside les destinés de la Maison Worms & Cie.
Il est membre du conseil d'administration de LVMH - Moët Hennessy Louis Vuitton,.
Il est président de la Banque Worms et est entre 1993 et 1998 président de Christie's 
Nicholas Clive-Worms est également actionnaire du joaillier Joël Arthur Rosenthal (JAR).
En septembre 1997 François Pinault lance une OPA hostile sur le groupe familial face à Nicholas Clive-Worms.
Selon Mediapart, il est l'un des financeurs de l'Union pour un mouvement populaire en 2007 au début de la campagne de Nicolas Sarkozy.
En mai 2004 il cède son groupe à la famille Agnelli,.
En 2020 son patrimoine est établi dans les Bermudes.

## Affaires judiciaires
En 1995 il est mis en examen avec Claude Pierre-Brossolette pour délit d'initié,.